# Börse Lyon

Das Gebäude der Börse in Lyon

Die Börse Lyon war eine der frühen Wertpapierbörsen der Welt und die erste in Frankreich. Sie wurde um 1540 in Lyon gegründet und bot im Gegensatz zu anderen Börsen keine Waren, sondern Schuldscheine und vereinfachte Finanztitel an.